# Moby Drea
Die Med Fuel Drea war eine 1975 als Tor Britannia für die Tor Line in Dienst gestellte RoPax-Fähre der italienischen Med Fuel SRL. Ab Mai 2004 war sie im Fährverkehr von Genua nach Sardinien im Einsatz.

## Geschichte

### Tor Britannia(1975–1981)

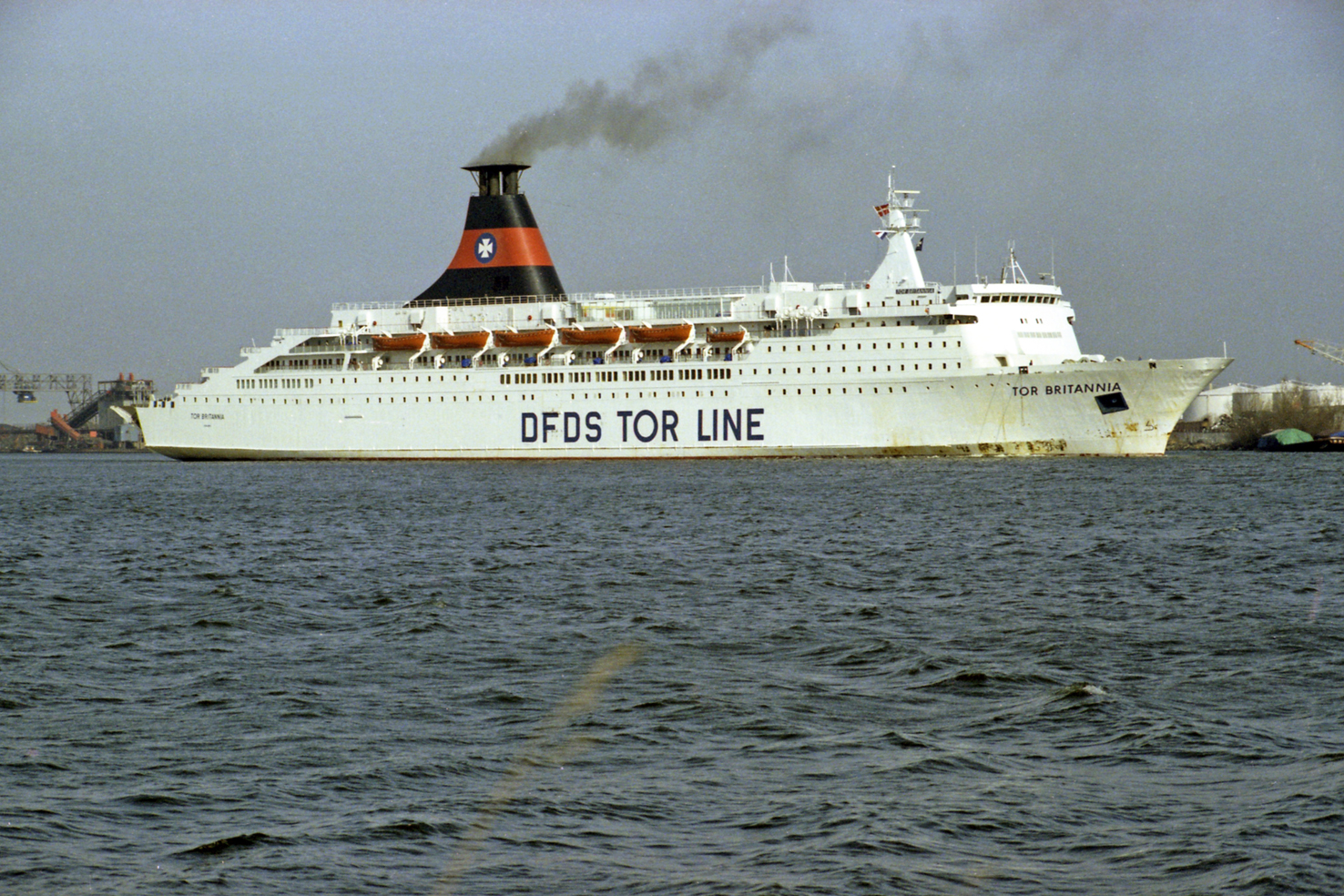
Als Tor Britannia in Amsterdam, 1975

Das Schiff wurde am 21. Januar 1974 unter der Baunummer 607 in den Flender-Werken in Lübeck als Tor Britannia auf Kiel gelegt und lief am 10. Oktober 1974 vom Stapel. Nach seiner Übernahme durch die Tor Line am 16. Mai 1975 wurde das Schiff am 21. Mai auf der Strecke von Göteborg nach Amsterdam in Dienst gestellt. Das jüngere Schwesterschiff Tor Scandinavia folgte im April 1976 und ist seit 2006 als Moby Otta ebenfalls für die Moby Lines in Fahrt.

### Scandinavian Star(1981–1982)
Im Oktober 1981 wurde die Tor Britannia in Scandinavian Star umbenannt und von der Scandinavian Seaways Ltd. übernommen, die einen Einsatz des Schiffes zwischen Freeport und Florida planten. Stattdessen wurde es jedoch im November 1981 in Aalborg aufgelegt. Ab Januar 1982 lag das Schiff in Kopenhagen.

### Tor Britannia(1982–1990)
Nach zwei weiteren Monaten Liegezeit ging die Scandinavian Star im März 1982 an die Det Forenede Dampskibs-Selskab, die sie wieder in Tor Britannia umbenannten und zwischen Göteborg und Felixstowe einsetzte. Im April 1983 wurde Felixstowe durch Harwich als Zielhafen ersetzt. Neben dem normalen Fährdienst war das Schiff in den folgenden Jahren für mehrere Charterreisen im Einsatz, darunter mehrere Fahrten unter Leitung der NATO sowie als Unterkunft für Flüchtlinge in Malmö von Dezember 1989 bis März 1990.

### Prince of Scandinavia(1990–2003)
Im November 1990 erhielt es den Namen Prince of Scandinavia.
In den 1990er Jahren war die Prince of Scandinavia auf verschiedenen Routen im Einsatz. Zudem wurde das Schiff weiterhin verchartert. So lag es unter anderem im Februar 1995 als Hotelschiff in Kopenhagen. Von April bis Mai 1995 wurde es vom Verteidigungsministerium des Vereinigten Königreichs gechartert und vor der Küste Großbritanniens eingesetzt. Anschließend war die Prince of Scandinavia bis Oktober 1995 unter Charter der Reederei Cotunav zwischen Genua, Marseille und Tunis im Einsatz. In den folgenden Jahren war sie unter anderem von Februar bis Mai 1997 auf der Strecke von Hamburg nach Harwich sowie von Mai bis Dezember 1998 von Hamburg nach Newcastle upon Tyne in Fahrt.
An Silvester 1998 wurde die Prince of Scandinavia für eine einzelne Kreuzfahrt nach Helgoland genutzt. Im März 1999 lief das Schiff in der Elbe auf Grund, blieb jedoch unbeschädigt. Das neue Jahrtausend verbrachte die Prince of Scandinavia unter anderem erneut von April 2000 bis Januar 2001 auf der Strecke von Hamburg nach Harwich. Zuletzt war das Schiff IJmuiden und Newcastle upon Tyne in Fahrt. 

### Moby Drea(seit 2003)
Im November 2003 wurde das Schiff von der italienische Moby Lines übernommen und in Moby Drea umbenannt.
Nach einem Werftaufenthalt in Genua nahm die Moby Drea im Mai 2004 den Fährdienst zwischen Livorno und Olbia auf. Im Mai 2007 wechselte sie auf die Strecke von Genua nach Porto Torres. Später verkehrte sie von Genua nach Olbia. Ende 2024 wurde das Schiff außer Dienst gestellt und in Genua aufgelegt. 2025 wurde es zum Abbruch verkauft. Zunächst muss das Schiff aber vom Asbest bereinigt werden. Dies soll in Kroatien gescheben, wo es jedoch Widerstand gibt. Vom kroatischen Verkehrsministerium wurde angeordnet, dass das Schiff das Land innerhalb von sieben Tagen verlassen muss.